# Peter Böhringer

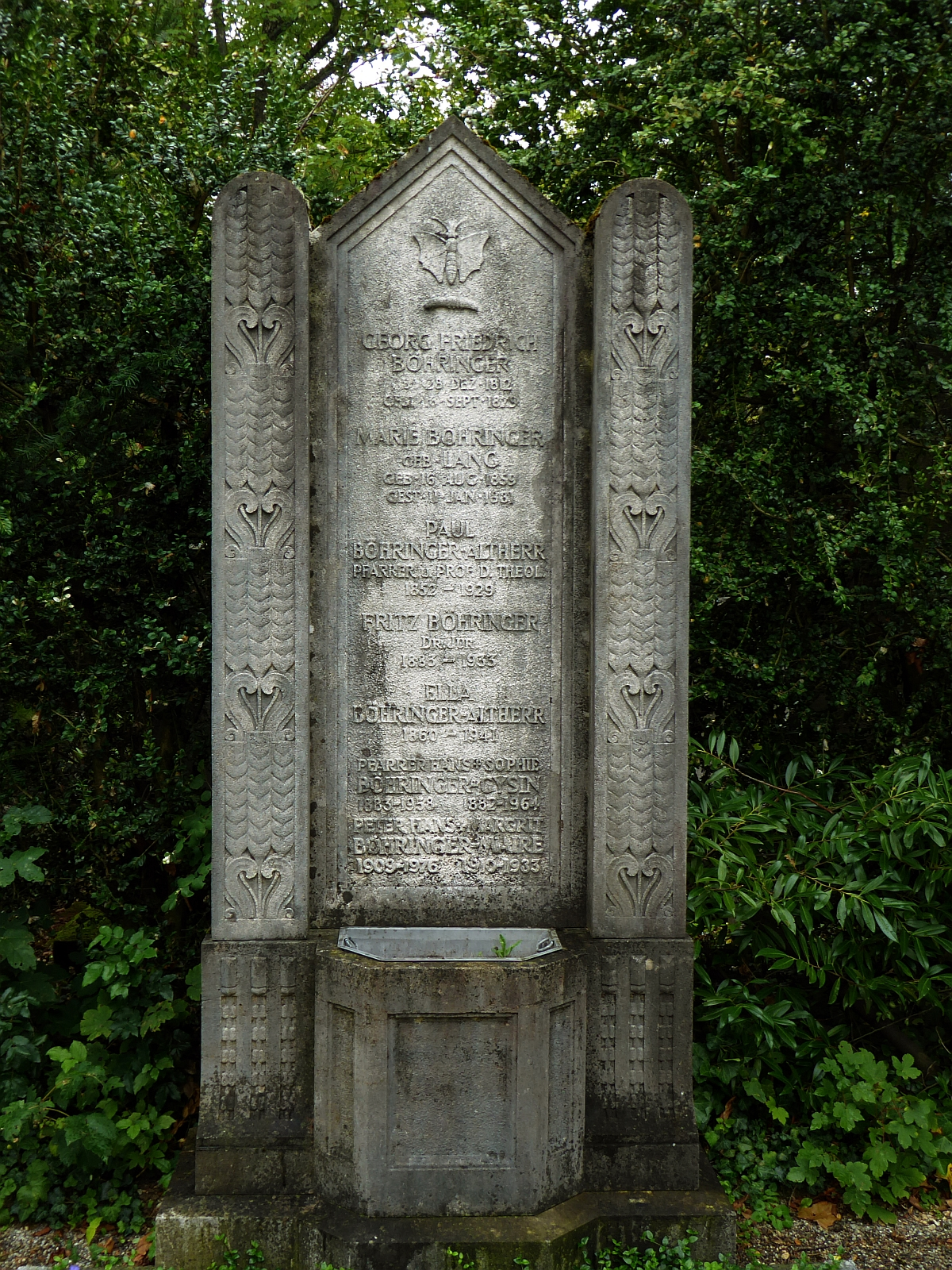
Grab auf dem Friedhof Wolfgottesacker, Basel

Peter Hans Böhringer (* 10. März 1909 in St. Peterzell; † 4. Oktober 1976) war ein Schweizer Politiker (LdU).
Böhringer war Sprachlehrer an der Kantonalen Handelsschule. Er gehörte von 1941 bis 1968 dem Grossen Rat des Kantons Basel-Stadt an. Zudem war er von 1960 bis 1976 Präsident des Schweizerischen Zentralvereins zum Schutz der Tiere. Auch beim Basler Tierschutzverein war er einst Präsident sowie bei der Kuratel der Universität Basel.